# IEC 60038
IEC 60038 es la norma internacional de la Comisión Electrotécnica Internacional que define un conjunto de tensiones nominales para su uso en sistemas de suministro de electricidad de corriente alterna en alta y baja tensión.

## Baja tensión
En los listados de más abajo, cuando se dan dos tensiones separadas por el símbolo «/», la primera es la tensión de fase (entre un conductor de fase y el conector neutro), mientras que la segunda es la tensión de línea (entre dos conductores de fase). La relación entre la tensión de fase y la tensión de línea es la raíz cuadrada de tres (aproximadamente 1,732). Por ejemplo, 230 V x 1,732 ≈ 400V. Los voltajes trifásicos son para uso tanto en sistemas de cuatro hilos (con neutro) o de tres hilos (sin neutro).

### Sistemas trifásicos a 50 Hz
- 230 V / 400 V
- 400 V / 690 V
- 1000 V

### Sistemas trifásicos a 60 Hz
- 120 V / 208 V
- 240 V
- 277 V / 480 V
- 480 V
- 347 V / 600 V
- 600 V

### Una-fase, tres-hilos 60 Hz
- 120 V / 240 V

## Media tensión
La tabla 3 de la Norma IEC 60038 enumera tensiones nominales superiores a 1 kV y que no excedan de 33 kV. Hay dos series, una a partir de 3 kV hasta 35 kV y otra de 4,16 kV hasta 34,5 kV.

## Alta tensión
La tabla 4 muestra las tensiones nominales superiores a 33 kV y sin exceder de 230 kV.

## Muy alta tensión
En la tabla 5 la enumeración comienza en 300 kV y termina con 1.200 kV.